# Schoepfia pringlei
Schoepfia pringlei är en tvåhjärtbladig växtart som beskrevs av Robinson. Schoepfia pringlei ingår i släktet Schoepfia och familjen Schoepfiaceae. Inga underarter finns listade i Catalogue of Life.